# 小島克重
小島 克重（こじま かつしげ）は、日本の経営者。NTTドコモビジネス株式会社代表取締役社長。

## 経歴
埼玉県出身。1989年に早稲田大学教育学部を卒業し、日本電信電話に入社。2019年にエヌ・ティ・ティ・コミュニケーションズ取締役、2023年に同常務執行役員を経て、2024年より同代表取締役社長就任。2025年7月社名変更よりNTTドコモビジネス株式会社代表取締役社長。